# 柯蒂斯 (阿肯色州)
柯蒂斯（英語：Curtis）是位於美國阿肯色州克拉克縣的一個非建制地區。該地的面積和人口皆未知。

## 地理
柯蒂斯的座標為33°59′52″N 93°06′21″W / 33.99778°N 93.10583°W，而該地的平均海拔高度為73米（即239英尺）。